# تابلو فرش
تابلو فرش به فرش‌هایی گفته می‌شود که معمولاً جنبه تزیینی دارند. این فرش‌ها همانند تابلو قاب شده و بر روی دیوار نصب می‌گردد که به دو نوع دست بافت و ماشینی تقسیم می‌گردد. ایران در این زمینه یکی از بزرگترین تولیدکنندگان تابلو فرش در دنیا می‌باشد.

## موضوع
از نظر دسته‌بندی موضوعی تابلو فرش شامل تصاویر زیر می‌باشد:

### مناظر طبیعی
در این نوع از تابلو فرش‌ها مناظری از درختان، رودخانه، جنگل، گل و مناظری نظیر آن را شامل می‌شود.

### حیوانات
شامل تصاویر طبیعی از حیوانات می‌باشد.

### گل
شامل تصاویر مربوط به دسته گل‌های تزئینی و طبیعی می‌باشد.

### اشخاص
تصاویری از اشخاص مشهور و نامی جهان را شامل می‌باشد که اکثراً به صورت تک تابلو  و سفارشی بافته می‌شود.

### چهره

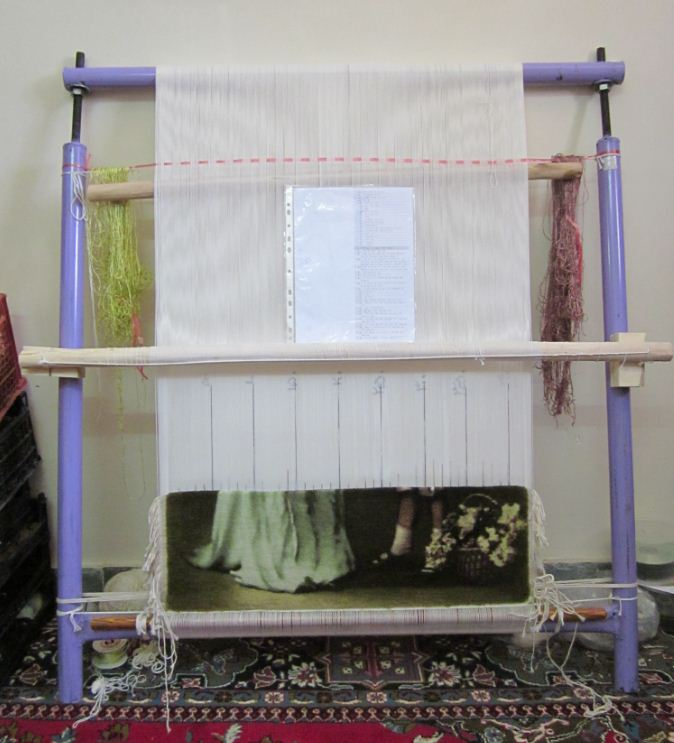
دار قالی، مخصوص بافت تابلو فرش

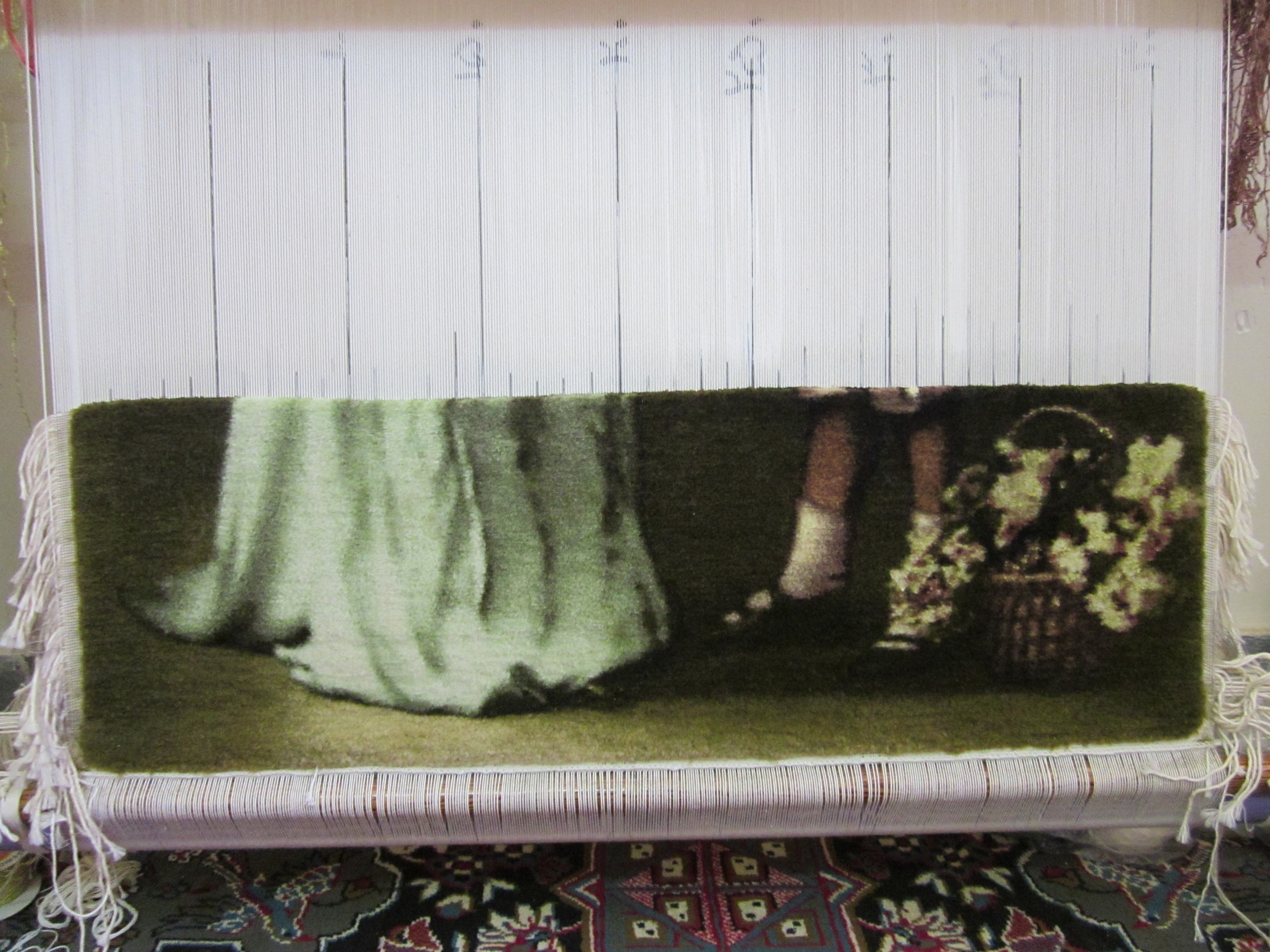
بافت تابلو فرش در مراحل ابتدایی

تصاویر مربوط به چهره هنرمندان مشهور موسیقی و سینما را شامل می‌باشد.

### ترکیبی
ترکیبی از تصاویر مناظر طبیعی و حیوانات و بناهای تاریخی را شامل می‌شود.

### نقاشی‌های هنرمندان مشهور جهان
آثار نقاشی هنرمندان نامی ایران و جهان که جزو آثار ماندگار و مشهور جهان هستند را شامل می‌شود از آثار هنرمندان نقاشی ایرانی می‌توان به آثار استاد محمود فرشچیان با عنوان مینیاتور اشاره نمود.
همچنین محمدرضا پورباغبان به عنوان یکی از اساتید ماندگار در زمینه طراحی وبافت تابلو فرش اصفهان می‌توان نام برد.

## سایزهای رایج
اکثر این نوع فرش‌ها در اندازه‌های بین ۳۵*۵۰ و ۵۰*۷۰ و ۷۰*۱۰۰ ۸۰*۱۲۰ ۱۰۰*۱۵۰ و ۲۰۰*۳۰۰ سانتی‌متر بافته می‌شود. البته در برخی کارخانجات تولید فرش ماشینی کاشان، بافت تابلو فرش تا ۱۲ متر هم امکان‌پذیر شده‌است. 

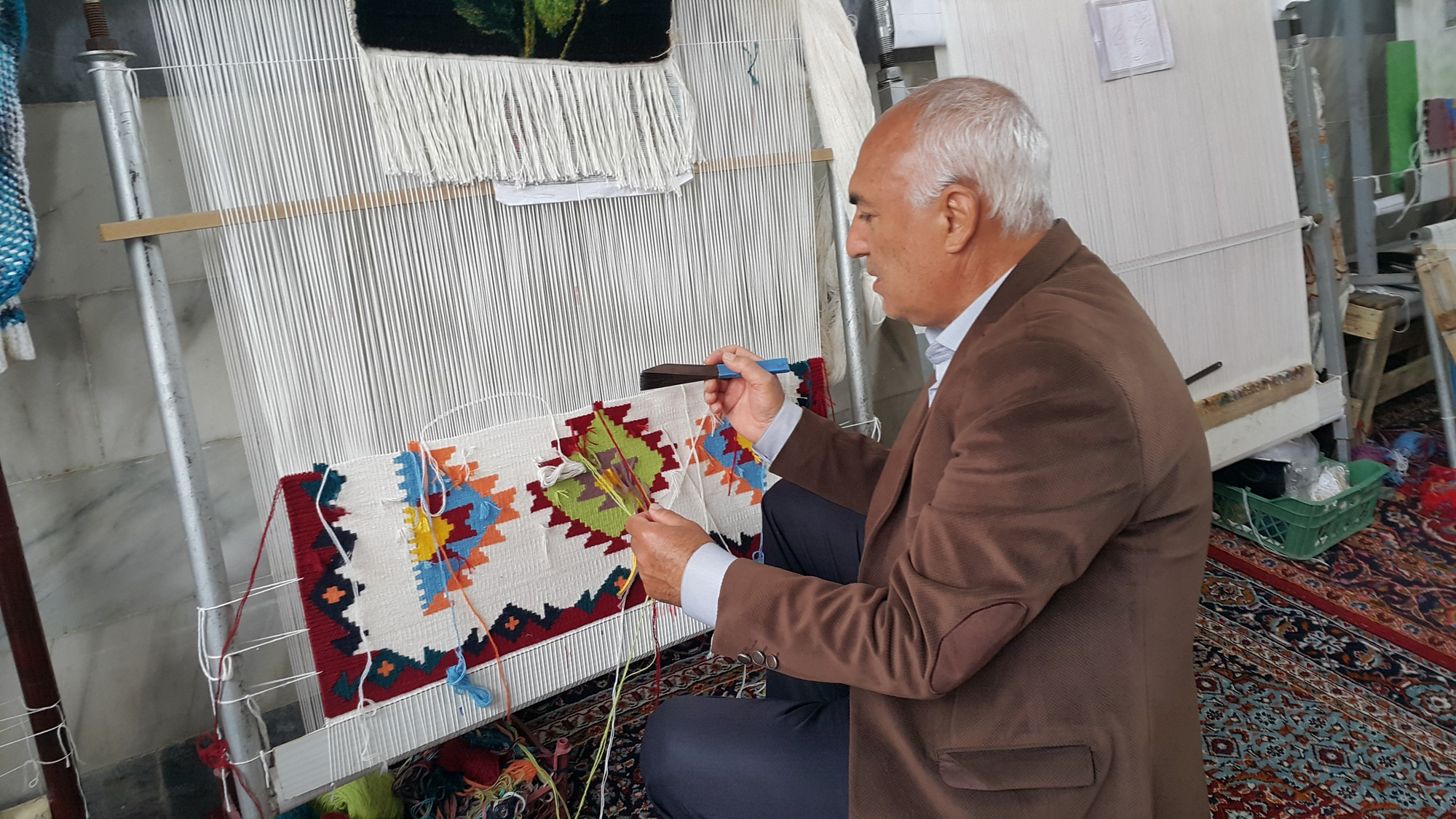
استاد محمدرضا پورباغبان در حال بافت

## ارزش
با توجه به اندازه و سایز تابلو فرش‌ها ارزش ریالی این نوع فرشها بسیار بیشتر از فرشهای دیگر است.

## خاستگاه
اصفهان   و شیراز ( اولین تصاویر مینیاتور  ها بودند) قدمت ۱۵۰ ساله دارند  طرح‌های این شهر به علت وفور طیف رنگ و ظرافت به کار رفته در آنها از ارزش و مقبولیت بسیاری در سطح جهانی برخوردار هستند. تابلو فرش دستباف سردرود اغلب در قالب پرتره بافته می‌شوند، نقش‌های هنری، نقاشی، منظره و آیات قرآن دیگر طرح‌های مرسوم به کار رفته می‌باشد و ثبت جهانی شده‌است.
امروزه تابلو فرش یکی از کمیابترین و زیباترین وسایل تزیینی خانه است که با زیبایی خیره کننده خود مورد توجه مردم که به هنر و زیبایی علاقه خاص دارند، قرار گرفته‌است. تابلو فرش دستباف نه تنها در ایران طرفدارانی زیاد دارد بلکه اروپاییان، آمریکایی‌ها، اعراب و چینی‌ها نیز علاقه فراوان به این محصول نشان دادند.
انواعی دیگر از تابلوفرش‌ها، ماشینی می‌باشد که توسط کارخانجات تولید فرش ماشینی کاشان به بازار عرضه می‌شود.

## طراحی نقشه تابلو فرش‌ها
پیشتر جهت بافت تابلو فرش‌ها از نقشه‌های کاغذی استفاده می‌شد. بدین صورت که پس از انتخاب یک تصویر جهت بافت، تصویر مورد نظر به تناسب اندازه تابلو توسط نقاش یا با استفاده از دستگاه‌های چاپ تصاویر بر روی کاغذ چاپ می‌شد و با تقسیم‌بندی شطرنجی کاغذ چاپ شده، توسط بافنده بافته می‌شد.
ولی با پیشرفت تکنولوژی و با استفاده از کامپیوتر و الگوریتمهای پردازش تصاویر بیتی، تصاویر مربوط به تابلو فرشها توسط نرم‌افزارهای خاص آن به کدهایی با دو پارامتر موقعیت مکانی بر روی تصویر و رنگ هر نقطه، تبدیل می‌شوند که به این نوع نقشه‌ها اصطلاحاً نقشه‌های کامپیوتری گفته می‌شود.

## نمایشگاه
شهریور هر سال نمایشگاه بین‌المللی تهران محل برگزاری نمایشگاه فرش و تابلو فرش ماشینی ایران می‌باشد.